# 奧爾比約河
奧爾比約河（法語：Orbieu，法語發音：[ɔʁbjø]）是法國的河流，位於該國中南部，屬於奥德河的支流，河道全長84公里，流域面積680平方公里，平均流量每秒4.64立方米，發源自富尔图，河口處在赖萨克多德和马尔科里尼昂之間。

## 外部連結
- http://www.geoportail.fr （页面存档备份，存于）
- Sandre数据库中的奧爾比約河 （页面存档备份，存于）